# Artocarpus xanthocarpus
Artocarpus xanthocarpus là một loài thực vật có hoa trong họ Moraceae. Loài này được Merr. mô tả khoa học đầu tiên năm 1904.